# Eleição municipal de Petrópolis em 2008
A eleição municipal da cidade brasileira de Petrópolis em 2008 ocorreu no dia 5 de outubro de 2008, como parte do conjunto de eleições municipais no Brasil que ocorreram no mesmo ano. Na ocasião, foram eleitos um prefeito, vice-prefeito e 15 vereadores para a Câmara Municipal da cidade.
A campanha eleitoral contou com a participação de 5 candidatos a prefeito. O prefeito em exercício, Rubens Bomtempo, do PSB, não pôde se candidatar para uma nova reeleição devido ao limite estabelecido na Constituição Brasileira de no máximo dois mandatos executivos consecutivos por pessoa. O primeiro turno foi realizado em 05 de outubro de 2008. Como nenhum candidato recebeu a maioria dos votos no primeiro turno, os dois primeiros colocados, Paulo Mustrangi, candidato pelo PT, e Ronaldo Medeiros, candidato pelo PSB, avançaram para o segundo turno. Em 26 de outubro de 2008, Mustrangi venceu a disputa em segundo turno, sendo eleito com 110.154 votos (65,1% dos votos válidos), ante Medeiros, que obteve 59.065 votos (34,9%).
Na Câmara dos Vereadores, 259 candidatos concorreram ao pleito e 15 foram eleitos. Dentre os vereadores eleitos, 7 foram reeleitos. O PSB foi o partido que conquistou o maior número de assentos, com 4 eleitos. Bernardo Rossi foi o candidato mais votado, recebendo 4.397 votos (2,7% dos votos válidos). Os candidatos eleitos tomaram posse na Prefeitura de Petrópolis em 1 de janeiro de 2009 para exercerem um mandato de quatro anos.

## Candidaturas para a prefeitura
| Nº      | Prefeito(a)  | Prefeito(a)      | Prefeito(a) | Prefeito(a)                                                                             | Vice-prefeito | Vice-prefeito | Vice-prefeito          | Vice-prefeito | Vice-prefeito                | Coligação                                                                            |
| Nº      | Candidato(a) | Candidato(a)     | Partido     | Cargos relevantes                                                                       | Candidato     | Candidato     | Candidato              | Partido       | Cargos relevantes            | Coligação                                                                            |
| ------- | ------------ | ---------------- | ----------- | --------------------------------------------------------------------------------------- | ------------- | ------------- | ---------------------- | ------------- | ---------------------------- | ------------------------------------------------------------------------------------ |
| 10      |              | Nelson Sabrá     | PRB         | - Engenheiro                                                                            |               |               | Julião Ríspoli         | PRB           | - Gerente                    | Sem coligação                                                                        |
| 13      |              | Paulo Mustrangi  | PT          | - Bancário e Economiário                                                                |               |               | Oswaldo da Costa Frias | PPS           | - Advogado                   | Petrópolis Vai Ser Feliz PT PPS                                                      |
| 31      |              | Marcos Novaes    | PHS         | - Vereador de Petrópolis (2005–2008)                                                    |               |               | Gastão Reis            | PHS           | - Empresário                 | Pra Frente Petrópolis! PTdoB PTC PTB PSDB PHS DEM PSC                                |
| 40      |              | Ronaldo Medeiros | PSB         | - Vereador de Petrópolis (2005–2006); - Deputado estadual do Rio de Janeiro (2007–2011) |               |               | Cláudio Rattes         | PMDB          | - Empresário                 | Unidade Popular – O Povo Outra Vez PCdoB PDT PSL PCB PMDB PRP PV PSDC PR PSB PP PRTB |
| 50      |              | Ester Mendonça   | PSOL        | - Servidora Pública Municipal                                                           |               |               | Rubens Pazos González  | PSOL          | - Servidor Público Municipal | Sem coligação                                                                        |
| Fontes: |              |                  |             |                                                                                         |               |               |                        |               |                              |                                                                                      |

## Candidatos à vereança
| Coligação                                         | Partido | Partido | Candidaturas |
| ------------------------------------------------- | ------- | ------- | ------------ |
| Petrópolis Com Muito Amor... (27 candidatos)      |         | PRP     | 21           |
| Petrópolis Com Muito Amor... (27 candidatos)      |         | PSDC    | 6            |
| PHS / PSC (27 candidatos)                         |         | PSC     | 22           |
| PHS / PSC (27 candidatos)                         |         | PHS     | 5            |
| Frente Serrana (26 candidatos)                    |         | PTdoB   | 17           |
| Frente Serrana (26 candidatos)                    |         | PTC     | 9            |
| Petrópolis Vai Ser Feliz (26 candidatos)          |         | PT      | 14           |
| Petrópolis Vai Ser Feliz (26 candidatos)          |         | PPS     | 12           |
| Aliança Trabalhismo E Ecologia (24 candidatos)    |         | PDT     | 14           |
| Aliança Trabalhismo E Ecologia (24 candidatos)    |         | PV      | 10           |
| Renova Petrópolis (24 candidatos)                 |         | PTB     | 10           |
| Renova Petrópolis (24 candidatos)                 |         | PSDB    | 9            |
| Renova Petrópolis (24 candidatos)                 |         | DEM     | 5            |
| PSB–PRTB–PCB (24 candidatos)                      |         | PSB     | 19           |
| PSB–PRTB–PCB (24 candidatos)                      |         | PRTB    | 4            |
| PSB–PRTB–PCB (24 candidatos)                      |         | PCB     | 1            |
| União e Força Juntos Podemos Mais (24 candidatos) |         | PMDB    | 19           |
| União e Força Juntos Podemos Mais (24 candidatos) |         | PCdoB   | 5            |
| Aliança Pela Paz Por Petrópolis (21 candidatos)   |         | PP      | 12           |
| Aliança Pela Paz Por Petrópolis (21 candidatos)   |         | PSL     | 5            |
| Aliança Pela Paz Por Petrópolis (21 candidatos)   |         | PR      | 4            |
| Sem coligação                                     |         | PSOL    | 20           |
| Sem coligação                                     |         | PRB     | 16           |
| Fontes:                                           |         |         |              |

## Resultados da eleição

### Prefeito
| Candidato(a) a prefeito  | Candidato(a) a prefeito  | Candidato(a) a vice-prefeito | Primeiro turno 05 de outubro de 2008 | Primeiro turno 05 de outubro de 2008 | Segundo turno 26 de outubro de 2008 | Segundo turno 26 de outubro de 2008 |
| Candidato(a) a prefeito  | Candidato(a) a prefeito  | Candidato(a) a vice-prefeito | Total                                | Percentagem                          | Total                               | Percentagem                         |
| ------------------------ | ------------------------ | ---------------------------- | ------------------------------------ | ------------------------------------ | ----------------------------------- | ----------------------------------- |
|                          | Paulo Mustrangi (PT)     | Oswaldo da Costa Frias (PPS) | 69.644                               | 41,12%                               | 110.154                             | 65,01%                              |
|                          | Ronaldo Medeiros (PSB)   | Cláudio Rattes (PMDB)        | 52.986                               | 31,29%                               | 59.065                              | 34,09%                              |
|                          | Marcos Novaes (PHS)      | Gastão Reis (PHS)            | 26.419                               | 15,6%                                | Não participou                      | Não participou                      |
|                          | Nelson Sabrá (PRB)       | Julião Ríspoli (PRB)         | 14.290                               | 8,44%                                | Não participou                      | Não participou                      |
|                          | Ester Mendonça (PSOL)    | Rubens Pazos González (PSOL) | 6.016                                | 3,55%                                | Não participou                      | Não participou                      |
| Total de votos válidos   | Total de votos válidos   | Total de votos válidos       | 169.355                              | 169.355                              | 169.219                             | 169.219                             |
| Votos apurados           |                          |                              |                                      |                                      |                                     |                                     |
| Votos válidos            | Votos válidos            | Votos válidos                | 169.355                              | 86,24%                               | 169.219                             | 89,75%                              |
| Votos em branco          | Votos em branco          | Votos em branco              | 11.614                               | 5,91%                                | 5.996                               | 3,18%                               |
| Votos nulos              | Votos nulos              | Votos nulos                  | 15.412                               | 7,85%                                | 13.336                              | 7,07%                               |
| Total de votos apurados  | Total de votos apurados  | Total de votos apurados      | 196.381                              | 196.381                              | 188.551                             | 188.551                             |
| Eleitores                |                          |                              |                                      |                                      |                                     |                                     |
| Comparecimentos          | Comparecimentos          | Comparecimentos              | 196.381                              | 84,71%                               | 188.551                             | 81,33%                              |
| Abstenções               | Abstenções               | Abstenções                   | 35.440                               | 15,29%                               | 43.270                              | 18,67%                              |
| Total de eleitores aptos | Total de eleitores aptos | Total de eleitores aptos     | 231.821                              | 231.821                              | 231.821                             | 231.821                             |
| Total de seções: 679     |                          |                              |                                      |                                      |                                     |                                     |
| Fontes:                  |                          |                              |                                      |                                      |                                     |                                     |

### Composição da Câmara Municipal
|                          |                          |                 |                 |          |         |
| Nº                       | Partido                  | Votos populares | Votos populares | Assentos | ±       |
| Nº                       | Partido                  | Votos           | %               | Assentos | ±       |
| 40                       | PSB                      | 38.301          | 21,48%          | 4        | 1       |
| 15                       | PMDB                     | 20.961          | 11,76%          | 3        | Estável |
| 20                       | PSC                      | 16.724          | 9,38%           | 2        | 2       |
| 23                       | PPS                      | 9.708           | 5,45%           | 2        | 1       |
| 27                       | PSDC                     | 8.117           | 4,55%           | 2        | Estável |
| 12                       | PDT                      | 11.992          | 6,73%           | 1        | 1       |
| 43                       | PV                       | 10.168          | 5,7%            | 1        | 1       |
| 44                       | PRP                      | 12.488          | 7%              | 0        | -       |
| 13                       | PT                       | 9.498           | 5,33%           | 0        | 1       |
| 70                       | PTdoB                    | 5.794           | 3,25%           | 0        | -       |
| 14                       | PTB                      | 4.908           | 2,75%           | 0        | 2       |
| 65                       | PCdoB                    | 4.572           | 2,56%           | 0        | -       |
| 50                       | PSOL                     | 4.457           | 2,5%            | 0        | -       |
| 45                       | PSDB                     | 3.763           | 2,11%           | 0        | -       |
| 10                       | PRB                      | 3.597           | 2,02%           | 0        | -       |
| 11                       | PP                       | 3.048           | 1,71%           | 0        | -       |
| 28                       | PRTB                     | 2.533           | 1,42%           | 0        | -       |
| 31                       | PHS                      | 2.375           | 1,33%           | 0        | -       |
| 25                       | DEM                      | 1.872           | 1,05%           | 0        | -       |
| 36                       | PTC                      | 1.419           | 0,8%            | 0        | -       |
| 22                       | PR                       | 1.321           | 0,74%           | 0        | -       |
| 17                       | PSL                      | 584             | 0,33%           | 0        | -       |
| 21                       | PCB                      | 80              | 0,04%           | 0        | -       |
| Total de votos válidos   | Total de votos válidos   | 178.280         | 178.280         | 15       | 15      |
| Votos apurados           |                          |                 |                 | 15       | 15      |
| Total de votos válidos   | Total de votos válidos   | 178.280         | 90,78%          | 15       | 15      |
| Votos em branco          | Votos em branco          | 9.329           | 4,75%           | 15       | 15      |
| Votos nulos              | Votos nulos              | 8.772           | 4,47%           | 15       | 15      |
| Total de votos apurados  | Total de votos apurados  | 196.381         | 196.381         | 15       | 15      |
| Eleitores                |                          |                 |                 | 15       | 15      |
| Comparecimentos          | Comparecimentos          | 196.381         | 84,71%          | 15       | 15      |
| Abstenções               | Abstenções               | 35.440          | 15,29%          | 15       | 15      |
| Total de eleitores aptos | Total de eleitores aptos | 231.821         | 231.821         | 15       | 15      |
| Fontes:                  |                          |                 |                 |          |         |

### Vereadores eleitos
| Candidato(a) | Candidato(a)                | Partido | Votos | Votos       | Cidade de origem | Unidade federativa/País |
| Candidato(a) | Candidato(a)                | Partido | Total | Percentagem | Cidade de origem | Unidade federativa/País |
| ------------ | --------------------------- | ------- | ----- | ----------- | ---------------- | ----------------------- |
|              | Bernardo Rossi              | PMDB    | 4.397 | 2,70%       | Petrópolis       | Rio de Janeiro          |
|              | Jorginho Banerj             | PSB     | 4.178 | 2,56%       | Petrópolis       | Rio de Janeiro          |
|              | Dudu                        | PSDC    | 3.511 | 2,15%       | Petrópolis       | Rio de Janeiro          |
|              | Marcelo Motorista           | PDT     | 3.508 | 2,15%       | Petrópolis       | Rio de Janeiro          |
|              | Baninho                     | PSB     | 3.423 | 2,10%       | Petrópolis       | Rio de Janeiro          |
|              | Vadinho                     | PSB     | 3.382 | 2,07%       | Petrópolis       | Rio de Janeiro          |
|              | Roberto Naval               | PMDB    | 3.150 | 1,93%       | Nova Iguaçu      | Rio de Janeiro          |
|              | Gil Magno                   | PSB     | 3.126 | 1,92%       | Petrópolis       | Rio de Janeiro          |
|              | Marcio Muniz                | PSC     | 2.959 | 1,82%       | Petrópolis       | Rio de Janeiro          |
|              | Renato Thomé - Balança Rede | PSDC    | 2.585 | 1,59%       | Petrópolis       | Rio de Janeiro          |
|              | Paulo Igor                  | PMDB    | 2.315 | 1,42%       | Rio de Janeiro   | Rio de Janeiro          |
|              | Thiago Damaceno             | PV      | 2.153 | 1,32%       | Petrópolis       | Rio de Janeiro          |
|              | Dr. Samir                   | PSC     | 2.000 | 1,23%       | Buritama         | São Paulo               |
|              | Wagner Silva                | PPS     | 1.681 | 1,03%       | Petrópolis       | Rio de Janeiro          |
|              | João Tobias                 | PPS     | 1.457 | 0,89%       | Tupi Paulista    | São Paulo               |
| Fontes:      |                             |         |       |             |                  |                         |